# Andrena atlantica
Andrena atlantica är en biart som beskrevs av Mitchell 1960. Andrena atlantica ingår i släktet sandbin, och familjen grävbin. Inga underarter finns listade i Catalogue of Life.